# Вамена
Вамена (індонез. Wamena) — місто в індонезійській провінції Високогірне Папуа, адміністративний центр регіону.

## Географія
Міська громада лежить у центрі провінції у межах пасма Маоке на річці Врієндсхапс (басейн Пулау).

### Клімат
Місто знаходиться у зоні, котра характеризується вологим тропічним кліматом.
| Клімат Вамени                                             | Клімат Вамени | Клімат Вамени | Клімат Вамени | Клімат Вамени | Клімат Вамени | Клімат Вамени | Клімат Вамени | Клімат Вамени | Клімат Вамени | Клімат Вамени | Клімат Вамени | Клімат Вамени | Клімат Вамени |
| Показник                                                  | Січ.          | Лют.          | Бер.          | Квіт.         | Трав.         | Черв.         | Лип.          | Серп.         | Вер.          | Жовт.         | Лист.         | Груд.         | Рік           |
| Середній максимум, °C                                     | 24            | 24            | 24            | 24            | 24            | 24            | 23            | 23            | 24            | 24            | 24            | 24            | 23,8          |
| Середня температура, °C                                   | 19            | 19            | 19            | 19            | 19            | 19            | 18            | 18            | 19            | 19            | 19            | 19            | 18,8          |
| Середній мінімум, °C                                      | 16            | 16            | 16            | 16            | 16            | 16            | 15            | 15            | 15            | 15            | 16            | 16            | 15,7          |
| Норма опадів, мм                                          | 194.4         | 204.8         | 198.6         | 202.5         | 156.5         | 147.4         | 137.6         | 138.9         | 142.4         | 137.5         | 148.8         | 167.9         | 1977.3        |
| Днів з дощем                                              | 15,8          | 14,7          | 16,2          | 15,9          | 13,5          | 13,6          | 13,5          | 13,3          | 12,7          | 12,9          | 12,9          | 14,7          | 169,7         |
| --------------------------------------------------------- | ------------- | ------------- | ------------- | ------------- | ------------- | ------------- | ------------- | ------------- | ------------- | ------------- | ------------- | ------------- | ------------- |
| Джерело: Climate and Average Weather Year Round in Wamena |               |               |               |               |               |               |               |               |               |               |               |               |               |